# NFL Draft 2018
Der NFL Draft 2018 war der 83. Auswahlprozess neuer Spieler (Draft) im American Football für die Saison 2018 der National Football League (NFL). Der Draft wurde vom 26. bis zum 28. April 2018 im AT&T Stadium in Arlington, Texas, veranstaltet. Dies war der erste Draft, der in einem NFL-Stadion stattfand und der erste im US-Bundesstaat Texas.
Mit der Wahl von Lamar Jackson durch den 32. Pick der Baltimore Ravens wurden fünf Quarterbacks in der ersten Runde des Draftes gewählt, was zuvor nur zweimal geschah (1983 und 1999). Zudem sind mit dem Safety Terrell Edmunds und Linebacker Tremaine Edmunds zum ersten Mal zwei Brüder in der ersten Runden des gleichen Draftes ausgewählt worden.
Zum ersten Mal in der Geschichte der NFL wurde mit Shaquem Griffin ein einhändiger Footballspieler ausgewählt. Griffin, ehemaliger Linebacker der University of Central Florida, wurde mit dem 141. Pick von den Seattle Seahawks gedraftet. Bei den Seahawks wird Shaquem Griffin zudem zusammen mit seinem Zwillingsbruder Shaquill spielen, ein ebenfalls in der NFL höchst ungewöhnlicher Vorgang. Griffin verlor seine Hand durch eine Amputation in Folge der angeborenen Krankheit Amniotisches-Band-Syndrom.

## Frühe Auswahl
Um auswählbar zu sein, müssen die Spieler mindestens drei Jahre von der High School sein. Die Ausschlussfrist für die jüngeren Spieler für den Draft war der 15. Januar 2018.

## Vergabeprozess
Vierzehn Städte haben sich für das Draft beworben, darunter Dallas und Philadelphia als Favoriten. Am 18. Oktober 2017 wurde bekannt gegeben, dass der Draft im AT&T Stadium in Arlington, Texas – das Heimstadion der Dallas Cowboys – abgehalten wird.

## Spielerauswahl
Die Reihenfolge der Picks, in der die Teams Spieler auswählen können, wurde am 6. März 2018 von der NFL veröffentlicht. Die Teams hatten allerdings danach noch Zeit, ihre Draftrechte bzw. Picks zu tauschen. Ein Tausch der Draftrechte ist daher auch wenige Minuten vor den Pick möglich. So erfolgte am ersten Draft-Tag der Tausch mehrerer Picks, indem sich bspw. die Baltimore Ravens und Tennessee Titans auf einen Tausch ihrer Picks einigten – die Titans erwarben den 22. und 215. Pick von den Ravens für den 25. und 125. Pick.

### Runde 1
Die erste Draftrunde fand am 26. April ab 19:00 Uhr Ortszeit (27. April, 02:00 Uhr MESZ) statt.
| Nummer | Team                 | Spieler              | Position         | College         | Conf.            | Bemerkungen                         |
| ------ | -------------------- | -------------------- | ---------------- | --------------- | ---------------- | ----------------------------------- |
| 1      | Cleveland Browns     | Baker Mayfield       | Quarterback      | Oklahoma        | Big 12           |                                     |
| 2      | New York Giants      | Saquon Barkley       | Runningback      | Penn State      | Big Ten          |                                     |
| 3      | New York Jets        | Sam Darnold          | Quarterback      | USC             | Pac-12           | von den Colts                       |
| 4      | Cleveland Browns     | Denzel Ward          | Cornerback       | Ohio State      | Big Ten          | von den Texans                      |
| 5      | Denver Broncos       | Bradley Chubb        | Defensive End    | N. C. State     | ACC              |                                     |
| 6      | Indianapolis Colts   | Quenton Nelson       | Guard            | Notre Dame      | unabhängig (FBS) | von den Jets                        |
| 7      | Buffalo Bills        | Josh Allen           | Quarterback      | Wyoming         | Mountain West    | von den Buccaneers                  |
| 8      | Chicago Bears        | Roquan Smith         | Linebacker       | Georgia         | SEC              |                                     |
| 9      | San Francisco 49ers  | Mike McGlinchey      | Tackle           | Notre Dame      | unabhängig (FBS) |                                     |
| 10     | Arizona Cardinals    | Josh Rosen           | Quarterback      | UCLA            | Pac-12           | von den Raiders                     |
| 11     | Miami Dolphins       | Minkah Fitzpatrick   | Safety           | Alabama         | SEC              |                                     |
| 12     | Tampa Bay Buccaneers | Vita Vea             | Defensive Tackle | Washington      | Pac-12           | von den Bengals via Bills           |
| 13     | Washington Redskins  | Daron Payne          | Defensive Tackle | Alabama         | SEC              |                                     |
| 14     | New Orleans Saints   | Marcus Davenport     | Defensive End    | UTSA            | CUSA             | von den Packers                     |
| 15     | Oakland Raiders      | Kolton Miller        | Tackle           | UCLA            | Pac-12           | von den Cardinals                   |
| 16     | Buffalo Bills        | Tremaine Edmunds     | Linebacker       | Virginia Tech   | ACC              | von den Ravens                      |
| 17     | Los Angeles Chargers | Derwin James         | Safety           | Florida State   | ACC              |                                     |
| 18     | Green Bay Packers    | Jaire Alexander      | Cornerback       | Louisville      | ACC              | von den Seahawks                    |
| 19     | Dallas Cowboys       | Leighton Vander Esch | Linebacker       | Boise State     | Mountain West    |                                     |
| 20     | Detroit Lions        | Frank Ragnow         | Center           | Arkansas        | SEC              |                                     |
| 21     | Cincinnati Bengals   | Billy Price          | Center           | Ohio State      | Big Ten          | von den Bills                       |
| 22     | Tennessee Titans     | Rashaan Evans        | Linebacker       | Alabama         | SEC              | von den Ravens via Bills und Chiefs |
| 23     | New England Patriots | Isaiah Wynn          | Tackle           | Georgia         | SEC              | von den Rams                        |
| 24     | Carolina Panthers    | D. J. Moore          | Wide Receiver    | Maryland        | Big Ten          |                                     |
| 25     | Baltimore Ravens     | Hayden Hurst         | Tight End        | USC             | Pac-12           | von den Titans                      |
| 26     | Atlanta Falcons      | Calvin Ridley        | Wide Receiver    | Alabama         | SEC              |                                     |
| 27     | Seattle Seahawks     | Rashaad Penny        | Runningback      | San Diego State | Mountain West    | von den Saints via Packers          |
| 28     | Pittsburgh Steelers  | Terrell Edmunds      | Safety           | Virginia Tech   | ACC              |                                     |
| 29     | Jacksonville Jaguars | Taven Bryan          | Defensive Tackle | Florida         | SEC              |                                     |
| 30     | Minnesota Vikings    | Mike Hughes          | Cornerback       | Central Florida | The American     |                                     |
| 31     | New England Patriots | Sony Michel          | Runningback      | Georgia         | SEC              |                                     |
| 32     | Baltimore Ravens     | Lamar Jackson        | Quarterback      | Louisville      | ACC              | von den Eagles                      |

### Runde 2
Die zweite und dritte Draftrunde fanden am 27. April ab 18:00 Uhr Ortszeit (28. April, 01:00 Uhr MESZ) statt.
| Nummer | Team                 | Spieler          | Position         | College              | Conf.         | Bemerkungen                           |
| ------ | -------------------- | ---------------- | ---------------- | -------------------- | ------------- | ------------------------------------- |
| 33     | Cleveland Browns     | Austin Corbett   | Guard            | Nevada               | Mountain West |                                       |
| 34     | New York Giants      | Will Hernandez   | Guard            | UTEP                 | CUSA          |                                       |
| 35     | Cleveland Browns     | Nick Chubb       | Runningback      | Georgia              | SEC           | von den Texans                        |
| 36     | Indianapolis Colts   | Darius Leonard   | Linebacker       | South Carolina State | MEAC          |                                       |
| 37     | Indianapolis Colts   | Braden Smith     | Guard            | Auburn               | SEC           | von den Jets                          |
| 38     | Tampa Bay Buccaneers | Ronald Jones II  | Runningback      | USC                  | Pac-12        |                                       |
| 39     | Chicago Bears        | James Daniels    | Center           | Iowa                 | Big Ten       |                                       |
| 40     | Denver Broncos       | Courtland Sutton | Wide Receiver    | SMU                  | The American  |                                       |
| 41     | Tennessee Titans     | Harold Landry    | Linebacker       | Boston College       | ACC           | von den Raiders                       |
| 42     | Miami Dolphins       | Mike Gesicki     | Tight End        | Penn State           | Big Ten       |                                       |
| 43     | Detroit Lions        | Kerryon Johnson  | Runningback      | Auburn               | SEC           | von den Patriots via 49ers            |
| 44     | San Francisco 49ers  | Dante Pettis     | Wide Receiver    | Washington           | Pac-12        | von den Redskins                      |
| 45     | Green Bay Packers    | Josh Jackson     | Cornerback       | Iowa                 | Big Ten       |                                       |
| 46     | Kansas City Chiefs   | Breeland Speaks  | Linebacker       | Ole Miss             | SEC           | von den Bengals                       |
| 47     | Arizona Cardinals    | Christian Kirk   | Wide Receiver    | Texas A&M            | SEC           |                                       |
| 48     | Los Angeles Chargers | Uchenna Nwosu    | Linebacker       | USC                  | Pac-12        |                                       |
| 49     | Philadelphia Eagles  | Dallas Goedert   | Tight End        | South Dakota State   | MVFC          | von den Seahawks via Jets, Colts      |
| 50     | Dallas Cowboys       | Connor Williams  | Guard            | Texas                | Big 12        |                                       |
| 51     | Chicago Bears        | Anthony Miller   | Wide Receiver    | Memphis              | The American  | von den Lions via Seahawks            |
| 52     | Indianapolis Colts   | Kemoko Turay     | Defensive End    | Rutgers              | Big Ten       | von den Ravens via Eagles             |
| 53     | Tampa Bay Buccaneers | M. J. Stewart    | Cornerback       | North Carolina       | ACC           | von den Bills                         |
| 54     | Cincinnati Bengals   | Jessie Bates     | Safety           | Wake Forest          | ACC           | von den Chiefs                        |
| 55     | Carolina Panthers    | Donte Jackson    | Cornerback       | LSU                  | SEC           |                                       |
| 56     | New England Patriots | Duke Dawson      | Cornerback       | Florida              | SEC           | von den Rams via Bills und Buccaneers |
| 57     | Oakland Raiders      | P. J. Hall       | Tackle           | Sam Houston State    | Southland     | von den Titans                        |
| 58     | Atlanta Falcons      | Isaiah Oliver    | Cornerback       | Colorado             | Pac-12        |                                       |
| 59     | Washington Redskins  | Derrius Guice    | Runningback      | LSU                  | SEC           | von den Saints via 49ers              |
| 60     | Pittsburgh Steelers  | James Washington | Wide Receiver    | Oklahoma State       | Big 12        |                                       |
| 61     | Jacksonville Jaguars | D. J. Chark      | Wide Receiver    | LSU                  | SEC           |                                       |
| 62     | Minnesota Vikings    | Brian O’Neill    | Offensive Tackle | Pittsburgh           | ACC           |                                       |
| 63     | Tampa Bay Buccaneers | Carlton Davis    | Cornerback       | Auburn               | SEC           | von den Patriots                      |
| 64     | Indianapolis Colts   | Tyquan Lewis     | Defensive End    | Ohio State           | Big Ten       | von den Eagles via Browns             |

### Runde 3
Die zweite und dritte Draftrunde fanden am 27. April ab 18:00 Uhr Ortszeit (28. April, 01:00 Uhr MESZ) statt.
| Nummer | Team                 | Spieler           | Position         | College             | Conf.                    | Bemerkungen                                |
| ------ | -------------------- | ----------------- | ---------------- | ------------------- | ------------------------ | ------------------------------------------ |
| 65     | Oakland Raiders      | Brandon Parker    | Tackle           | North Carolina A&T  | MEAC                     | von den Browns via Bills und Ravens        |
| 66     | New York Giants      | Lorenzo Carter    | Linebacker       | Georgia             | SEC                      |                                            |
| 67     | Cleveland Browns     | Chad Thomas       | Defensive End    | Miami               | ACC                      | von den Colts                              |
| 68     | Houston Texans       | Justin Reid       | Safety           | Stanford            | Pac-12                   |                                            |
| 69     | New York Giants      | B. J. Hill        | Defensive Tackle | N. C. State         | ACC                      | von den Buccaneers                         |
| 70     | San Francisco 49ers  | Fred Warner       | Linebacker       | BYU                 | Unabhängig (FBS)         | von den Bears                              |
| 71     | Denver Broncos       | Royce Freeman     | RunningBack      | Oregon              | Pac-12                   |                                            |
| 72     | New York Jets        | Nathan Shepherd   | Defensive Tackle | Fort Hays State     | MIAA (D-II)              |                                            |
| 73     | Miami Dolphins       | Jerome Baker      | Linebacker       | Ohio State          | Big Ten                  |                                            |
| 74     | Washington Redskins  | Geron Christian   | Tackle           | Louisville          | ACC                      | von den 49ers                              |
| 75     | Kansas City Chiefs   | Derrick Nnadi     | Defensive Tackle | Florida State       | ACC                      | von den Raiders via Ravens                 |
| 76     | Pittsburgh Steelers  | Mason Rudolph     | Quarterback      | Oklahoma State      | Big 12                   | von den Packers via Seahawks               |
| 77     | Cincinnati Bengals   | Sam Hubbard       | Defensive End    | Ohio State          | Big Ten                  |                                            |
| 78     | Cincinnati Bengals   | Malik Jefferson   | Linebacker       | Texas               | Big 12                   | von den Redskins via Chiefs                |
| 79     | Seattle Seahawks     | Rasheem Green     | Defensive End    | USC                 | Pac-12                   | von den Raiders via Cardinals und Steelers |
| 80     | Houston Texans       | Martinas Rankin   | Center           | Mississippi State   | SEC                      | von den Seahawks                           |
| 81     | Dallas Cowboys       | Michael Gallup    | Wide Receiver    | Colorado State      | Mountain West            |                                            |
| 82     | Detroit Lions        | Tracy Walker      | Safety           | Louisiana-Lafayette | Sun Belt                 |                                            |
| 83     | Baltimore Ravens     | Orlando Brown Jr. | Tackle           | Oklahoma            | Big 12                   |                                            |
| 84     | Los Angeles Chargers | Justin Jones      | Defensive Tackle | N. C. State         | ACC                      |                                            |
| 85     | Carolina Panthers    | Rashaan Gauiden   | Safety           | Tennessee           | SEC                      | von den Bills                              |
| 86     | Baltimore Ravens     | Mark Andrews      | Tight End        | Oklahoma            | Big 12                   | von den Chiefs                             |
| 87     | Oakland Raiders      | Arden Key         | Defensive End    | LSU                 | SEC                      | von den Rams                               |
| 88     | Green Bay Packers    | Oren Burks        | Linebacker       | Vanderbilt          | SEC                      | von den Panthers                           |
| 89     | Los Angeles Rams     | Joseph Noteboom   | Tackle           | TCU                 | Big 12                   | von den Titans via Raiders                 |
| 90     | Atlanta Falcons      | Deadrin Senat     | Defensive Tackle | South Florida       | The American             |                                            |
| 91     | New Orleans Saints   | Tre’Quan Smith    | Wide Receiver    | Central Florida     | The American             |                                            |
| 92     | Pittsburgh Steelers  | Chukwuma Okorafor | Tackle           | Western Michigan    | MAC                      |                                            |
| 93     | Jacksonville Jaguars | Ronnie Harrison   | Safety           | Alabama             | SEC                      |                                            |
| 94     | Tampa Bay Buccaneers | Alex Cappa        | Tackle           | Humboldt State      | Great Northwest Athletic | von den Vikings                            |
| 95     | San Francisco 49ers  | Tarvarius Moore   | Safety           | Southern Miss       | CUSA                     | von den Patriots                           |
| 96     | Buffalo Bills        | Harrison Phillips | Defensive Tackle | Stanford            | Pac-12                   | von den Eagles                             |
| 97     | Arizona Cardinals    | Mason Cole        | Center           | Michigan            | Big Ten                  |                                            |
| 98     | Houston Texans       | Jordan Akins      | Tight End        | Central Florida     | The American             |                                            |
| 99     | Denver Broncos       | Isaac Yiadom      | Cornerback       | Boston College      | ACC                      |                                            |
| 100    | Kansas City Chiefs   | Dorian O’Daniel   | Linebacker       | Clemson             | ACC                      | von den Bengals                            |

Die Nummer 97 bis 100 sind Compensatory Picks.

### Runde 4
Die vierte bis siebte Draftrunde fanden am 28. April ab 11:00 Uhr Ortszeit (28. April, 18:00 Uhr MESZ) statt.
| Nummer | Team                 | Spieler             | Position         | College           | Conf.                         | Bemerkungen                              |
| ------ | -------------------- | ------------------- | ---------------- | ----------------- | ----------------------------- | ---------------------------------------- |
| 101    | Carolina Panthers    | Ian Thomas          | Tight End        | Indiana           | Big Ten                       | von den Browns über Packers              |
| 102    | Minnesota Vikings    | Jalyn Holmes        | Defensive End    | Ohio State        | Big Ten                       | von den Giants über Buccaneers           |
| 103    | Houston Texans       | Keke Coutee         | Wide Receiver    | Texas Tech        | Big 12                        |                                          |
| 104    | Indianapolis Colts   | Nyheim Hines        | Runningback      | N. C. State       | ACC                           |                                          |
| 105    | Cleveland Browns     | Antonio Callaway    | Wide Receiver    | Florida           | SEC                           | von Bears über Patriots                  |
| 106    | Denver Broncos       | Josey Jewell        | Linebacker       | Iowa              | Big Ten                       |                                          |
| 107    | New York Jets        | Chris Herndon       | Tight End        | Miami             | ACC                           |                                          |
| 108    | New York Giants      | Kyle Lauletta       | Quarterback      | Richmond          | Colonial Athletic Association | von den Buccaneers                       |
| 109    | Washington Redskins  | Troy Apke           | Safety           | Penn State        | Big Ten                       | von den 49er über die Broncos            |
| 110    | Oakland Raiders      | Nick Nelson         | Cornerback       | Wisconsin         | Big Ten                       |                                          |
| 111    | Los Angeles Rams     | Brian Allen         | Center           | Michigan State    | Big Ten                       | von den Dolphins                         |
| 112    | Cincinnati Bengals   | Mark Walton         | Runningback      | Miami             | ACC                           |                                          |
| 113    | Denver Broncos       | DaeSean Hamilton    | Wide Receiver    | Penn State        | Big Ten                       | von den Redskins                         |
| 114    | Detroit Lions        | Da’Shawn Hand       | Defensive End    | Alabama           | SEC                           | von den Packers über Browns und Patriots |
| 115    | Chicago Bears        | Joel Iyiegbuniwe    | Linebacker       | Western Kentucky  | CUSA                          | von den Cardinals                        |
| 116    | Dallas Cowboys       | Dorance Armstrong   | Guard            | Kansas            | Big 12                        |                                          |
| 117    | Tampa Bay Buccaneers | Jordan Whitehead    | Safety           | Pittsburgh        | ACC                           | von Lions über Patriots                  |
| 118    | Baltimore Ravens     | Anthony Averett     | Cornerback       | Alabama           | SEC                           |                                          |
| 119    | Los Angeles Chargers | Kyzir White         | Safety           | West Virginia     | Big 12                        |                                          |
| 120    | Seattle Seahawks     | Will Dissly         | Tight End        | Washington        | Pac-12                        |                                          |
| 121    | Buffalo Bills        | Taron Johnson       | Cornerback       | Weber State       | Big Sky                       |                                          |
| 122    | Baltimore Ravens     | Kenny Young         | Linebacker       | UCLA              | Pac-12                        | von den Chiefs                           |
| 123    | Miami Dolphins       | Durham Smythe       | Tight End        | Notre Dame        | unabhängig (FBS)              | von den Panthers                         |
| 124    | Kansas City Chiefs   | Armani Watts        | Safety           | Texas A&M         | SEC                           | von den Rams                             |
| 125    | Philadelphia Eagles  | Avonte Maddox       | Cornerback       | Pittsburgh        | ACC                           | von den Titans über Ravens               |
| 126    | Atlanta Falcons      | Ito Smith           | Runningback      | Southern Miss     | CUSA                          |                                          |
| 127    | New Orleans Saints   | Rick Leonard        | Offensive Tackle | Florida State     | ACC                           |                                          |
| 128    | San Francisco 49er   | Kentavius Street    | Defensive End    | NC State          | ACC                           | von den Steelers                         |
| 129    | Jacksonville Jaguars | Will Richardson     | Offensive Tackle | NC State          | ACC                           |                                          |
| 130    | Philadelphia Eagles  | Josh Sweat          | Defensive End    | Florida State     | ACC                           | von den Vikings                          |
| 131    | Miami Dolphins       | Kalen Ballage       | Runningback      | Arizona State     | Pac-12                        | von den Patriots über Eagles             |
| 132    | Baltimore Ravens     | Jaleel Scott        | Wide Receiver    | New Mexico State  | Western Athletic              | von den Eagles                           |
| 133    | Green Bay Packers    | J’Mon Moore         | Wide Receiver    | Missouri          | Big 12                        |                                          |
| 134    | Arizona Cardinals    | Chase Edmonds       | Runningback      | Fordham           | Patriot League                |                                          |
| 135    | Los Angeles Rams     | John Franklin-Myers | Defensive End    | Stephen F. Austin | Southland                     | von den Giants                           |
| 136    | Carolina Panthers    | Marquis Haynes      | Defensive End    | Ole Miss          | SEC                           | von den Patriots über Rams               |
| 137    | Dallas Cowboys       | Dalton Schultz      | Tight End        | Stanford          | Pac-12                        |                                          |

Die Nummer 133 bis 137 sind Compensatory Picks.

### Runde 5
Die vierte bis siebte Draftrunde fanden am 28. April ab 11:00 Uhr Ortszeit (28. April, 18:00 Uhr MESZ) statt.
| Nummer | Team                 | Spieler                  | Position         | College            | Conf.             | Bemerkungen                                            |
| ------ | -------------------- | ------------------------ | ---------------- | ------------------ | ----------------- | ------------------------------------------------------ |
| 138    | Green Bay Packers    | Cole Madison             | Offensive Tackle | Washington State   | Pac-12            | von den Browns                                         |
| 139    | New York Giants      | R. J. McIntosh           | Defensive Tackle | Miami              | ACC               |                                                        |
| 140    | Oakland Raiders      | Maurice Hurst            | Defensive Tackle | Michigan           | Big Ten           | von den Colts                                          |
| 141    | Seattle Seahawks     | Shaquem Griffin          | Linebacker       | Central Florida    | The American      | von den Texans                                         |
| 142    | San Francisco 49ers  | D. J. Reed               | Cornerback       | Kansas State       | Big 12            | von den Broncos über die Redskins                      |
| 143    | New England Patriots | Ja’Whaun Bentley         | Line Backer      | Purdue             | Big Ten           | von den Jets über die 49ers                            |
| 144    | Tampa Bay Buccaneers | Justin Watson            | Wide Receiver    | Pennsylvania       | Big Ten           |                                                        |
| 145    | Chicago Bears        | Bilal Nichols            | Defensive Tackle | Delaware           | Colonial Athletic |                                                        |
| 146    | Seattle Seahawks     | Tre Flowers              | Safety           | Oklahoma State     | Big 12            | von den Raiders                                        |
| 147    | Los Angeles Rams     | Micah Kiser              | Linebacker       | Virginia           | ACC               | von den Dolphins über die Saints, Packers und Panthers |
| 148    | Pittsburgh Steelers  | Marcus Allen             | Safety           | Penn State         | Big Ten           | von den 49ers                                          |
| 149    | Seattle Seahawks     | Michael Dickson          | Punter           | Texas              | Big 12            | von den Redskins über die Broncos                      |
| 150    | Cleveland Browns     | Genard Avery             | Linebacker       | Memphis            | The American      | von den Packers                                        |
| 151    | Cincinnati Bengals   | Davontae Harris          | Cornerback       | Illinois State     | Missouri Valley   |                                                        |
| 152    | Tennessee Titans     | Dane Cruikshank          | Safety           | Arizona            | Pac-12            | von den Cardinals über die Raiders und Ravens          |
| 153    | Detroit Lions        | Tyrell Crosby            | Guard            | Oregon             | Pac-12            |                                                        |
| 154    | Buffalo Bills        | Siran Neal               | Safety           | Jacksonville State | Ohio Valley       | von den Ravens                                         |
| 155    | Los Angeles Chargers | Scott Quessenberry       | Center           | UCLA               | Pac-12            |                                                        |
| 156    | Denver Broncos       | Troy Fumagalli           | Tight End        | Wisconsin          | Big Ten           | von den Seahawks über die Eagles und Seahawks          |
| 157    | Minnesota Vikings    | Tyler Conklin            | Tight End        | Central Michigan   | MAC               | von den Cowboys über die Jets                          |
| 158    | Cincinnati Bengals   | Andrew Brown             | Defensive End    | Virginia           | ACC               | von den Bills                                          |
| 159    | Indianapolis Colts   | Daurice Fountain         | Wide Receiver    | Northern Iowa      | Missouri Valley   | von den Chiefs über die Browns, Patriots und Raiders   |
| 160    | Los Angeles Rams     | Ogbonnia Okoronkwo       | Linebacker       | Oklahoma           | Big 12            | von den Rams über die Broncos                          |
| 161    | Carolina Panthers    | Jermaine Carter          | Linebacker       | Maryland           | Big Ten           |                                                        |
| 162    | Baltimore Ravens     | Jordan Lasley            | Wide Receiver    | UCLA               | Pac-12            | von den Titans                                         |
| 163    | Washington Redskins  | Tim Settle               | Defensive Tackle | Virginia Tech      | ACC               | von den Falcons über die Broncos                       |
| 164    | New Orleans Saints   | Natrell Jamerson         | Safety           | Wisconsin          | Big Ten           |                                                        |
| 165    | Pittsburgh Steelers  | Jaylen Samuels           | Runningback      | NC State           | ACC               |                                                        |
| 166    | Buffalo Bills        | Thurman Thomas           | Guard            | Virginia Tech      | ACC               | von den Jaguars                                        |
| 167    | Minnesota Vikings    | Daniel Carlson           | Kicker           | Auburn             | SEC               | von den Vikings über die Jets                          |
| 168    | Seattle Seahawks     | Jamarco Jones            | Offensive Tackle | Ohio State         | Big Ten           | von den Patriots                                       |
| 169    | Indianapolis Colts   | Jordan Wilkins           | Runningback      | Ole Miss           | SEC               | von den Eagles                                         |
| 170    | Cincinnati Bengals   | Darius Phillips          | Cornerback       | Western Michigan   | MAC               |                                                        |
| 171    | Dallas Cowboys       | Mike White               | Quarterback      | Western Kentucky   | CUSA              |                                                        |
| 172    | Green Bay Packers    | JK Scott                 | Punter           | Alabama            | SEC               |                                                        |
| 173    | Oakland Raiders      | Johnny Townsend          | Punter           | Florida            | SEC               | von den Cowboys                                        |
| 174    | Green Bay Packers    | Marquez Valdes-Scantling | Wide Receiver    | South Florida      | The American      |                                                        |

Die Nummern 170 bis 174 sind Compensatory Picks.

### Runde 6
Die vierte bis siebte Draftrunde fanden am 28. April ab 11:00 Uhr Ortszeit (28. April, 18:00 Uhr MESZ) statt.
| Nummer | Team                 | Spieler                  | Position         | College             | Conf.                                        | Bemerkungen                               |
| ------ | -------------------- | ------------------------ | ---------------- | ------------------- | -------------------------------------------- | ----------------------------------------- |
| 175    | Cleveland Browns     | Damion Ratley            | Wide Receiver    | Texas A&M           | SEC                                          |                                           |
| 176    | Los Angeles Rams     | John Kelly               | Runningback      | Tennessee           | SEC                                          | von den Giants                            |
| 177    | Houston Texans       | Duke Ejiofor             | Defensive End    | Wake Forest         | ACC                                          |                                           |
| 178    | New England Patriots | Christian Sam            | Linebacker       | Arizona State       | Pac-12                                       | von den Colts über die Browns             |
| 179    | New York Jets        | Parry Nickerson          | Cornerback       | Tulane              | The American                                 |                                           |
| 180    | New York Jets        | Folorunso Fatukasi       | Defensive Tackle | Connecticut         | The American                                 | von den Buccaneers via Vikings            |
| 181    | Chicago Bears        | Kylie Fitts              | Defensive End    | Utah                | Pac-12                                       |                                           |
| 182    | Arizona Cardinals    | Chris Campbell           | Cornerback       | Penn State          | Big Ten                                      | von den Broncos                           |
| 183    | Denver Broncos       | Sam Jones                | Guard            | Arizona State       | Pac-12                                       | von den Rams via Dolphins                 |
| 184    | San Francisco 49ers  | Marcell Harris           | Safety           | Florida             | SEC                                          |                                           |
| 185    | Indianapolis Colts   | Deon Cain                | Wide Receiver    | Clemson             | ACC                                          | von den Dolphins via Rams                 |
| 186    | Seattle Seahawks     | Jacob Martin             | Linebacker       | Temple              | The American                                 | von den Packers                           |
| 187    | Buffalo Bills        | Ray-Ray McCloud          | Wide Receiver    | Clemson             | ACC                                          | von den Bengals                           |
| 188    | Cleveland Browns     | Simeon Thomas            | Cornerback       | Louisiana-Lafayette | Sun Belt                                     | von den Red Skins                         |
| 189    | New Orleans Saints   | Kamrin Moore             | Cornerback       | Boston College      | ACC                                          | von den Cardinals                         |
| 190    | Baltimore Ravens     | DeShon Elliott           | Safety           | Texas               | Big 12                                       |                                           |
| 191    | Los Angeles Chargers | Dylan Cantrell           | Wide Receiver    | Texas Tech          | Big 12                                       |                                           |
| 192    | Los Angeles Rams     | Jamil Demby              | Tackle           | Maine               | Colonial Athletic Association                | von den Seahawks via Raiders und Cowboys  |
| 193    | Dallas Cowboys       | Chris Covington          | Linebacker       | Indiana             | Big Ten                                      |                                           |
| 194    | Atlanta Falcons      | Russell Gage             | Wide Receiver    | Louisiana State     | SEC                                          | von den Lions via Rams                    |
| 195    | Los Angeles Rams     | Sebastian Joseph-Day     | Defensive Tackle | Rutgers             | Big ten                                      | von den Bills                             |
| 196    | Kansas City Chiefs   | Tremon Smith             | Cornerback       | Central Arkansas    | Southland                                    | von den Rams via Chiefs                   |
| 197    | Washington Redskins  | Shaun Dion Hamilton      | Linebacker       | Alabama             | SEC                                          | von den Panthers via Rams                 |
| 198    | Kansas City Chiefs   | Reginald Kahlil McKenzie | Guard            | Tennessee           | SEC                                          | von den Rams via Patriots                 |
| 199    | Tennessee Titans     | Luke Falk                | Quarterback      | Washington State    | Pac-12                                       |                                           |
| 200    | Atlanta Falcons      | Foye Oluokun             | Linebacker       | Yale                | Ivy League                                   |                                           |
| 201    | New Orleans Saints   | Boston Scott             | Runningback      | Louisiana Tech      | CUSA                                         |                                           |
| 202    | Tampa Bay Buccaneers | Jack Cichy               | Linebacker       | Wisconsin           | Big Ten                                      | von den Steelers via Browns und Steelers  |
| 203    | Jacksonville Jaguars | Tanner Lee               | Quarterback      | Nebraska            | Big Ten                                      |                                           |
| 204    | New York Jets        | Trenton Cannon           | Runningback      | Virginia State      | Central Intercollegiate Athletic Association | von den Vikings                           |
| 205    | Los Angeles Rams     | Trevon Young             | Defensive End    | Louisville          | ACC                                          | von den Patriots via Browns und Redskins  |
| 206    | Philadelphia Eagles  | Matt Pryor               | Tackle           | TCU                 | Big 12                                       |                                           |
| 207    | Green Bay Packers    | Equanimeous St. Brown    | Wide Receiver    | Notre Dame          | unabhängig (FBS)                             |                                           |
| 208    | Dallas Cowboys       | Cedrick Wilson Jr.       | Wide Receiver    | Boise State         | Mountain West                                |                                           |
| 209    | Miami Dolphins       | Cornell Armstrong        | Cornerback       | Southern Miss       | CUSA                                         | von den Rams über die Chiefs und Dolphins |
| 210    | New England Patriots | Braxton Berrios          | Wide Receiver    | Miami               | ACC                                          | von den Raiders                           |
| 211    | Houston Texans       | Jordan Thomas            | Tight End        | Mississippi State   | SEC                                          |                                           |
| 212    | Baltimore Ravens     | Greg Sanat               | Tackle           | Wagner College      | Northeast                                    | von den Raiders                           |
| 213    | Minnesota Vikings    | Colby Gossett            | Guard            | Appalachian State   | Sun Belt                                     |                                           |
| 214    | Houston Texans       | Peter Kalambayi          | Linebacker       | Stanford            | Pac-12                                       |                                           |
| 215    | Baltimore Ravens     | Bradley Bozeman          | Center           | Alabama             | SEC                                          | von den Titans via Ravens                 |
| 216    | Oakland Raiders      | Azeem Victor             | Linebacker       | Washington          | Pac-12                                       |                                           |
| 217    | Denver Broncos       | Keishawn Bierria         | Linebacker       | Washington          | Pac-12                                       | von den Raiders via Rams                  |
| 218    | Minnesota Vikings    | Ade Aruna                | Defensive End    | Tulane              | The American                                 |                                           |

Die Nummern 207 bis 218 sind Compensatory Picks.

### Runde 7
Die vierte bis siebte Draftrunde fanden am 28. April ab 11:00 Uhr Ortszeit (28. April, 18:00 Uhr MESZ) statt.
| Nummer | Team                 | Spieler           | Position         | College                  | Conf.                                | Bemerkungen |
| ------ | -------------------- | ----------------- | ---------------- | ------------------------ | ------------------------------------ | --- |
| 219    | New England Patriots | Danny Etling      | Quarterback      | LSU                      | SEC                                  | von den Browns |
| 220    | Seattle Seahawks     | Alex Mcgough      | Quarterback      | Florida International    | CUSA                                 | von den Giants über die Steelers |
| 221    | Indianapolis Colts   | Matthew Adams     | Linebacker       | Houston                  | The American                         | |
| 222    | Houston Texans       | Jermaine Kelly    | Cornerback       | San Jose State           | Mountain West                        | |
| 223    | San Francisco 49ers  | Jullian Taylor    | Defensive Tackle | Temple                   | The American                         | von den Buccaneers über die Dolphins                                                                                                 |
| 224    | Chicago Bears        | Javon Wims        | Wide Receiver    | Georgia                  | SEC                                  | |
| 225    | Minnesota Vikings    | Devante Downs     | Linebacker       | California               | Pac-12                               | von den Broncos über die Vikings und Jets                                                                                            |
| 226    | Denver Broncos       | David Williams    | Runningback      | Arkansas                 | SEC                                  | von den Jets über die Seahawks |
| 227    | Miami Dolphins       | Quentin Poling    | Linebacker       | Ohio                     | MAC                                  | von den 49ers |
| 228    | Oakland Raiders      | Marcell Ateman    | Wide Receiver    | Oklahoma State           | Big 12                               | |
| 229    | Miami Dolphins       | Jason Sanders     | Kicker           | New Mexico               | Mountain West                        | |
| 230    | Jacksonville Jaguars | Leon Jacobs       | Linebacker       | Wisconsin                | Big Ten                              | von den Bengals |
| 231    | Los Angeles Rams     | Travin Howard     | Linebacker       | TCU                      | Big 12                               | von den Redskins |
| 232    | Green Bay Packers    | James Looney      | Defensive End    | California               | Pac-12                               | |
| 233    | Philadelphia Eagles  | Jordan Mailata    | Tackle           |                          |                                      | von den Cardinals über die Patriots und Chiefs; Australischer Rugby-Spieler von den South Sydney Rabbitohs der National Rugby League |
| 234    | Carolina Panthers    | Andre Smith       | Linebacker       | North Carolina           | ACC                                  | von den Chargers über die Bills |
| 235    | Indianapolis Colts   | Zaire Franklin    | Linebacker       | Syracuse                 | ACC                                  | von den Seahawks über die Jets |
| 236    | Dallas Cowboys       | Bo Scarbrough     | Runningback      | Alabama                  | SEC                                  | |
| 237    | Detroit Lions        | Nick Bawden       | Fullback         | San Diego State          | Mountain West                        | |
| 238    | Baltimore Ravens     | Zach Sieler       | Defensive End    | Ferris State             | Great Lakes Intercollegiate Athletic | von den Cardinals über die Ravens |
| 239    | Green Bay Packers    | Hunter Bradley    | Long Snapper     | Mississippi State        | SEC                                  | von den Bills |
| 240    | San Francisco 49ers  | Richie James      | Wide Receiver    | Middle Tennessee         | CUSA                                 | von den Chiefs |
| 241    | Washington Redskins  | Greg Stroman      | Wide Receiver    | Virginia Tech            | ACC                                  | von den Rams |
| 242    | Carolina Panthers    | Kendrick Norton   | Defensive Tackle | Miami                    | ACC                                  | |
| 243    | Kansas City Chiefs   | Keion Crossen     | Cornerback       | Western Carolina         | Southern                             | von den Titans über die Chiefs |
| 244    | Los Angeles Rams     | Justin Lawler     | Defensive End    | SMU                      | The American                         | von den Falcons |
| 245    | New Orleans Saints   | Will Clapp        | Center           | LSU                      | SEC                                  | |
| 246    | Pittsburgh Steelers  | Joshua Frazier    | Defensive Tackle | Alabama                  | SEC                                  | |
| 247    | Jacksonville Jaguars | Logan Cooke       | Punter           | Mississippi State        | SEC                                  | |
| 248    | Green Bay Packers    | Kendall Donnerson | Defensive End    | Southeast Missouri State | Ohio Valley                          | von den Seahawks über die Vikings |
| 249    | Cincinnati Bengals   | Logan Woodside    | Quarterback      | Toledo                   | MAC                                  | von den Patriots |
| 250    | New England Patriots | Ryan Izzo         | Tight End        | Florida State            | ACC                                  | von den Eagles über die Seahawks, Patriots, Seahawks und Eagles                                                                      |
| 251    | Los Angeles Chargers | Justin Jackson    | Runningback      | Northwestern             | Big Ten                              | |
| 252    | Cincinnati Bengals   | Rod Taylor        | Guard            | Ole Miss                 | SEC                                  | |
| 253    | Cincinnati Bengals   | Auden Tate        | Wide Receiver    | Florida State            | ACC                                  | |
| 254    | Arizona Cardinals    | Korey Cunningham  | Tackle           | Cincinnati               | The American                         | |
| 255    | Buffalo Bills        | Austin Proehl     | Wide Receiver    | North Carolina           | ACC                                  | von den Buccaners |
| 256    | Washington Redskins  | Trey Quinn        | Wide Receiver    | SMU                      | The American                         | Mr. Irrelevant von den Falcons über die Rams                                                                                         |

Die Nummern 251 bis 256 sind Compensatory Picks.

## Verbreitung in den Medien
Der Draft wurde von vielen NFL-Medien-Partnern, unter anderem NFL Network und ESPN, übertragen. Der Draft wurde auch im Fernsehen gezeigt; Fox übernahm auf NFL Network an den ersten zwei Tagen die Übertragung. Diese Übertragung diente als Auftakt für die von Fox übernommen Thursday Night Football für die Saison 2018. ESPN übertrug die letzten vier Runden auch auf ABC und plante eine zweite Übertragung des ersten Abends auf ESPN2 (mit der Besetzung der ESPN College GameDay, welche eine spezielle Edition als Vorberichterstattung sendet) und in Spanisch auf ESPN Deportes.
In Deutschland wurde die erste Runde des Drafts von Ran auf ProSieben Maxx und per Livestream übertragen. Der gebührenpflichtige Streamingdienst DAZN übertrug in die DACH-Staaten alle Drafts und bot dabei via NFL Network den englischen Originalkommentar an.